# The Lion King (computerspel)
The Lion King is een computerspel gebaseerd op de gelijknamige Disneyfilm The Lion King (1994). Het spel werd gepubliceerd door Virgin Interactive in 1994, en werd uitgebracht voor de SNES, NES, Game Boy, pc, Sega Mega Drive/Genesis, Amiga, Sega Master System en Sega Game Gear.

## Gameplay
Het spel is een side-scrolling platformspel. De speler neemt in het spel de rol aan van Simba. In de meeste levels moet hij van links naar rechts door het level lopen, op plateaus klimmen of afdalen. Alleen het level The Stampede is een uitzondering hierop.
Boven in beeld staan twee balken. De linker is Simba’s “brulmeter”. Die loopt tijdens het spelen langzaam vol, en als hij vol is heeft Simba’s gebrul een extra groot effect. De rechterbalk is de gezondheidsmeter die leegloopt als Simba gewond raakt. Middels kevers kan Simba zijn gezondheid herstellen.
De speler speelt zowel met de jonge als volwassen Simba. De jonge Simba kan vijanden verslaan door op ze te springen of over ze heen te rollen. Hij kan erg zwak brullen, wat sommige zwakkere vijanden verzwakt. De volwassen Simba kan met zijn klauw slaan als wapen, maar kan niet langer over vijanden heenrollen.

## Verschillende consoles
Het geluid en de graphics verschillen sterk tussen de verschillende versies van het spel.
In de Amiga-versie ontbreekt het Can't Wait to be King-level, de bonuslevels en de tussenstukjes. Dit is gedaan om ruimte te besparen, daar het spel op een floppy werd geleverd.
De NES-versie bevat alleen de levels met de jonge Simba, en deze levels werden flink ingekort.
De Windows 3.1-versie gebruikte de WinG grafische engine, maar een aantal van de graphics in het spel waren hier niet op gemaakt. Dit zorgde ervoor dat het spel regelmatig vastliep tijdens het laden. Daarop kwam Windows met de stabielere DirectX.

## Levels
Niet alle versies van het spel bevatten alle levels, of bevatten alleen ingekorte versies van sommige levels. Onderstaande beschrijving is van toepassing op consoles die de volledige versie van het spel kunnen draaien:
- The Pride Lands: een level bestaande uit grasland, rotsen en acacia’s. Simba’s vijanden zijn kameleonnen, stekelvarkens en kevers, met een hyena als eindbaas.

- Can't Wait to be King/The Mane Event: dit level is gebaseerd op het muzieknummer I Just Can't Wait to Be King. Simba moet het eind van het level zien te halen door onder andere op struisvogels te rijden en zich door apen rond te laten slingeren. Er komen geen gewone vijanden voor in dit level.

- The Elephant Graveyard: gebaseerd op de scène waarin Simba en Nala het olifantenkerkhof bezoeken. Simba’s vijanden zijn hyena’s (gelijk aan de eindbaas uit het eerste level) en gieren. Hij moet aan botten slingeren en zijn koprol gebruiken om bepaalde doorgangen vrij te maken.

- The Stampede: dit is een 2,5D-level waarin Simba door een kloof rent, achtervolgt door gnoes. Hij moet rotsen en gnoes die hem inhalen ontwijken.

- Simba's Exile/Exile: in dit level vlucht Simba weg uit de savanne. Het level speelt zich af in een verlaten landschap vol doornstruiken en rotsen. Simba’s vijanden zijn dezelfde als die uit het eerste level, en vallende stenen.

- Hakuna Matata: dit level speelt zich af in het regenwoud waar Simba Timon en Pumbaa ontmoet in de film. Zijn vijanden zijn spinnen en gifkikkers. De eindbaas in het level is een gorilla.

- Simba's Destiny: het eerste level met de volwassen Simba, gebaseerd op de scène waarin Simba Rafiki volgt en zo de geest van zijn vader te zien krijgt. Simba’s vijanden zijn apen en jachtluipaarden.

- Be Prepared: dit level speelt zich af in een gebied vol vulkanische activiteit. Simba’s vijanden zijn hyena’s, jachtluipaarden en vleermuizen. Tevens moet hij lava ontwijken. Dit level is niet gebaseerd op de film.

- Simba's Return: een doolhoflevel waarin Simba terugkeert naar de nu verwoeste savanne. Hij moet zijn weg zien te vinden door een systeem van tunnels, onderweg vechtend met Hyena’s.

- Pride Rock: het laatste level. SImba keert terug naar de koningsrots waar hij Scar moet verslaan. Het duel met Scar vindt in drie stappen plaats: eerst aan de voet van de rots, dan halverwege op het uitstekende plateau, en vervolgens op de top. Andere vijanden zijn hyena’s.

## Bonus levels
Er zijn twee soorten bonuslevels in het spel. In deze levels spelen Timon en Pumbaa de hoofdrol.
- Bug Hunt: een level waarin Timon rondrent in een level vol kevers. Hij moet er zo veel mogelijk verzamelen, maar uitkijken voor de zwarte spinnen.

- Bug Toss: in dit level moet de speler met Pumbaa alle kevers vangen die Timon naar beneden gooit. Het level stopt als Pumbaa een zwarte kever vangt, of een goede kever mist.

## Ontvangst
The Lion King werd positief ontvangen. Er werden 1,27 miljoen exemplaren verkocht van de SNES-versie in de Verenigde Staten. Het spel kreeg echter wel kritiek vanwege de moeilijkheidsgraad van sommige levels.